# Reacție de adiție

Reacția de adiție a clorului la etilenă

Reacția de adiție este, în chimie în general și în chimia organică în special, un tip de reacție chimică specifică compușilor cu cel puțin o legătură dublă (nesaturați), prin care compusul nesaturat reacționează sau se combină cu un altă substanță pentru a forma un compus cu masă molară mai mare (produsul de adiție) care are doar legături simple
.
Reacțiile de adiție au loc numai pentru compușii nesaturați sau polinesaturați, care conțin una sau mai multe legături duble (alchene, silene, diene și poliene, arene) sau triple (alchine). De asemenea, și unele grupe funcționale dau reacții de adiție prin legătura dublă pe care o conțin, precum grupele carbonil (C=O) sau imină (C=N).
Exemple tipice de reacții de adiție sunt halogenarea și hidrogenarea.

## Adiție și eliminare
Reacția de adiție poate fi urmată de o reacție de eliminare. În majoritatea reacțiilor, adiția și eliminarea presupune adiția nucleofililor la compuși carbonilici, printr-o substituție nucleofilă.
Reacția de adiție este inversa reacției de eliminare; de exemplu, hidratarea (adiția de apă) unei alchene cu obținerea unui alcool este reacția inversă deshidratării (eliminare de apă) alcoolilor cu obținere de alchene.